# Harlem Shake

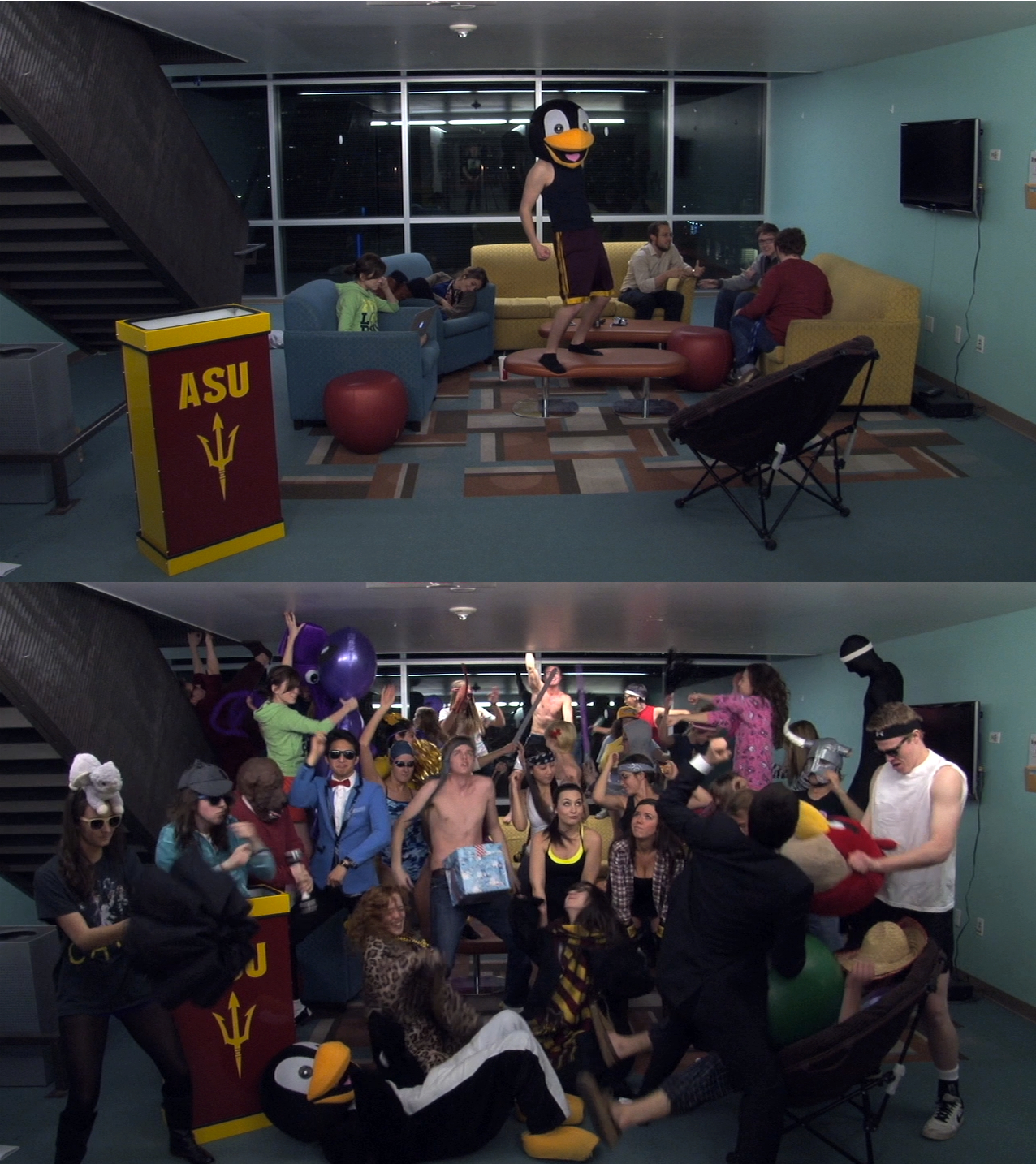
Arizona State University (ASU) B-Town Harlem Shake. Publicerad den 12 februari 2013 på youtube

Harlem Shake är en dans som utförs till Baauers låt "Harlem Shake" som blivit till ett internetfenomen år 2013. Harlem Shake är en explosiv och psykedelisk dans som har slagit igenom världen över. 
Dansen fick världsrykte efter att en grupp ungdomar lade ut en video om dansen på Youtube. Gruvarbetare i Australien gjorde detsamma vilket ledde till att de fick sparken. I Harlem är de inte så roade över Harlem Shake. Det är inte heller den amerikanska luftfartsmyndigheten FFA efter att ett frisbeelag satt nytt ett höjdrekord (på drygt 10.000 meters höjd) för "Harlem Shake". De försvarade sig med att bältesskylten var avstängd och att man hade bett personalen om lov att filma det man skulle göra. Harlem Shake har även utövas utanför ett flygplan. Den 19 februari 2013 dansade fallskärmshoppare ut ur ett plan.
Den 22 februari 2013 i Nordstans köpcentrum i Göteborg skedde en Harlem Shake i form av en megaflashmob.  I den deltog mellan 700 och 1000 personer.
Dansen går ut på att en person dansar ensam och ungefär 15 sekunder in i låten börjar alla att skaka loss.